# 国民社会主義オランダ労働者党
国民社会主義オランダ労働者党 （オランダ語: Nationaal-Socialistische Nederlandsche Arbeiderspartij (オランダ語発音: [naːʃoːˈnaːlsoːʃaːˈlɪstisə ˈneːdərlɑntsə ˈɑrbɛidərspɑrˌtɛi]、略称：NSNAP（オランダ語発音: [ɛnɛsɛnaːˈpeː]）は、エルンスト・ヘルマン・ファン・ラッパルトが1931年に設立したオランダの国民社会主義政党。特にアドルフ・ヒトラーのファシズムを模倣することに熱心だったが、他のファシスト運動と比べるとほとんど中途半端で成功せず、オランダ国民社会主義運動（NSB）やオランダファシスト連盟などの同じ国民社会主義のライバル政党に非難されていた。
NSNAPは国民社会主義ドイツ労働者党（ナチス党）に触発され、ナチス党の突撃隊やヒトラーユーゲントを倣った独自の突撃隊やホラント青少年団などを創設するだけでなく、エンブレムであるナチス党の赤の背景に白色の円の中に黒いスワスチカのある党旗までも模写していた。 オランダ愛国主義を支持すると主張していた他の極右政党の対応とは異なり、NSNAPはナチス・ドイツに1937年オランダ総選挙時に998票の獲得をしていたことを主張し、ナチス・ドイツへのオランダの完全併合を求めた。NSNAPはNSBとは異なり、より反ユダヤ主義に焦点を当てており、NSBをユダヤ人に支配されたエセ国民社会主義組織として非難した。
ファン・ラッパルトは党を結束させることができず、やがてファン・ラッパルト含め、コルネリス・ヤコブス・アールト・クルート、アルベルト・ファン・ヴァーテルラント（ファン・ヴァーテルラントの本姓はデ・ヨーデ（de Joode）であるが、それは「ユダヤ人」を意味していたので隠していた。）の3名がそれぞれ別々の派閥としてNSNAPの名を主張していた。 しかしすでに小規模政党となっており、この派閥争いで、資金援助を検討していたアルフレート・ローゼンベルクの関心を失い、3つのNSNAPは無価値になっている事を証明していた。
1940年後半にオランダを占領したドイツ当局は、主要な協力者としてNSBのアントン・ミュッセルトを選び、NSNAPと党の最有力者となっていたクルートの意見はミュッセルトのファシズム運動に統合させられ、NSNAPは1940年のドイツの侵攻では何ら利益を得ることはできなかった。アルトゥル・ザイス＝インクヴァルトはNSBを除くすべての政党を禁止し、最終的にNSNAPは1941年12月14日に完全消滅した。ファン・ラッパルトは武装親衛隊への積極的な協力を行い、残されたNSNAP党員は意思決定を受け入れミュッセルトへの全面的な支援に切り替えた。